# Óscar Guardiola-Rivera
Óscar Guardiola-Rivera (Bogotà, 1969) és un escriptor, filòsof i crític cultural colombià. Ensenya filosofia política, estudis llatinoamericans i política i dret internacional al Birkbeck College, de la Universitat de Londres. Ha escrit diversos llibres de ficció i no-ficció. L'últim, titulat What If Latin America Ruled the World? How the South will take the North into the Twenty-second Century (2010) ha rebut el premi Frantz Fanon.